# (R)-アミダーゼ
(R)-アミダーゼ((R)-amidase、EC 3.5.1.100)は、(R)-ピペラジン-2-カルボキシアミド アミドヒドロラーゼ((R)-piperazine-2-carboxamide amidohydrolase)という系統名を持つ酵素である。以下の化学反応を触媒する。
(1) (R)-ピペラジン-2-カルボキシアミド + 水{\displaystyle \rightleftharpoons }(R)-ピペラジン-2-カルボン酸 + アンモニア
(2) β-アラニンアミド + 水{\displaystyle \rightleftharpoons }β-アラニン + アンモニア
この酵素は、(R)-ピペリジン-3-カルボキシアミドも(R)-ピペリジン-2-カルボン酸とアンモニアに加水分解する。